# Лёгкая атлетика на летней Спартакиаде народов СССР 1986
Соревнования по лёгкой атлетике на IX летней Спартакиаде народов СССР проходили с 16 по 20 сентября 1986 года в Ташкенте на Центральном стадионе «Пахтакор». Как и в остальных видах спорта летней Спартакиады 1986 года, в лёгкой атлетике был установлен возрастной ценз: к участию допускались спортсмены не старше 23 лет (1963 года рождения и моложе). На протяжении пяти дней были разыграны 43 комплекта медалей.
В первый и единственный раз в истории в рамках легкоатлетического турнира Спартакиады не разыгрывался чемпионат СССР. Он прошёл ранее, с 14 по 17 июля 1986 года в Киеве.
Соревнования сопровождались жаркой солнечной погодой, температура воздуха во все дни стартов держалась в районе +30 градусов.
Турнир не вызвал зрительского ажиотажа в Ташкенте. Трибуны заполнились только на церемонии открытия, а во время соревнований были практически пустыми, несмотря на удобное расписание и расположение стадиона. За стартами наблюдали в основном только сами спортсмены и представители команд.
На состязаниях были обновлены 42 рекорда союзных республик и 12 рекордов Спартакиад.
Несмотря на молодёжный статус турнира, многие из его участников на тот момент уже были лидерами сборной СССР. В Ташкент приехали рекордсмен мира в прыжке в высоту Игорь Паклин, чемпионы Европы 1986 года Владимир Крылов (200 метров) и Роберт Эммиян (прыжок в длину), призёры чемпионата Европы Ольга Владыкина и Ольга Турчак. Все они одержали уверенные победы в своих видах. Игорь Паклин был близок к тому, чтобы улучшить собственный мировой рекорд, но планка на высоте 2,42 м не устояла.
Рекорд мира на соревнованиях всё же был установлен. Отличилась 36-летняя Марина Степанова, которая стала первой женщиной в истории лёгкой атлетики, пробежавшей 400 метров с барьерами быстрее 53 секунд — 52,94. Из-за возрастного ограничения Степанова участвовала вне конкурса и показала этот результат в полуфинале. В решающем забеге она не бежала в соответствии с регламентом.
Высокими результатами отметился Владимир Крылов, сделавший победный дубль на дистанциях 200 и 400 метров (20,50 и 45,20 соответственно). Среди женщин Майя Азарашвили из Тбилиси оказалась лучшей в беге на 100 и 200 метров.
19-летняя Ольга Турчак стала самой молодой чемпионкой Спартакиады. Во второй раз в карьере ей удалось взять 2 метра и выше в прыжке в высоту.
Из-за жары результаты в беге на длинные дистанции оказались невысокими. Однако этот факт, вкупе с молодостью спортсменов, не стал веским доводом для чиновников Госкомспорта СССР, которые аннулировали результаты мужского бега на 10 000 метров. Победитель в этом виде Сергей Харькин показал время 30.07,63, которое было расценено как «дискредитация звания победителя Спартакиады». В итоге бегуны не получили медали и не принесли очки своим сборным в командный зачёт.

## Командное первенство
Сборная Украины выиграла командное первенство во второй раз в истории (впервые — в 1971 году). Белоруссия впервые попала в тройку призёров.
| Место | Команда             |
| ----- | ------------------- |
| 1     | Украинская ССР      |
| 2     | РСФСР               |
| 3     | Белорусская ССР     |
| 4     | Ленинград           |
| 5     | Москва              |
| 6     | Казахская ССР       |
| 7     | Латвийская ССР      |
| 8     | Литовская ССР       |
| 9     | Узбекская ССР       |
| 10    | Грузинская ССР      |
| 11    | Молдавская ССР      |
| 12    | Киргизская ССР      |
| 13    | Таджикская ССР      |
| 14    | Азербайджанская ССР |
| 15    | Эстонская ССР       |
| 16    | Армянская ССР       |
| 17    | Туркменская ССР     |

## Призёры

### Мужчины
| Дисциплина                          | Золото                                                                                         | Золото             | Серебро                                                                      | Серебро           | Бронза                                                                             | Бронза            |
| ----------------------------------- | ---------------------------------------------------------------------------------------------- | ------------------ | ---------------------------------------------------------------------------- | ----------------- | ---------------------------------------------------------------------------------- | ----------------- |
| 100 м (ветер: −0,4 м/с)             | Александр Пуговкин Украинская ССР Ворошиловград                                                | 10,46              | Алексей Пучков Москва                                                        | 10,50             | Зураб Мемарнишвили Грузинская ССР Тбилиси                                          | 10,54             |
| 200 м (ветер: −0,5 м/с)             | Владимир Крылов РСФСР Ульяновск                                                                | 20,50              | Николай Разгонов Украинская ССР Донецк                                       | 20,87             | Сергей Жуков РСФСР Воронеж                                                         | 21,05             |
| 400 м                               | Владимир Крылов РСФСР Ульяновск                                                                | 45,20              | Юрий Дудкин Азербайджанская ССР Баку                                         | 45,83             | Владимир Володько Белорусская ССР Витебск                                          | 46,05             |
| 800 м                               | Виктор Землянский Ленинград                                                                    | 1.46,11            | Владимир Граудынь Москва                                                     | 1.46,24           | Виктор Сапетченко Украинская ССР Одесса                                            | 1.46,68           |
| 1500 м                              | Владимир Граудынь Москва                                                                       | 3.44,29            | Игорь Лоторёв РСФСР Курск                                                    | 3.44,30           | Сергей Иванов Ленинград                                                            | 3.44,98           |
| 5000 м                              | Олег Стрижаков Грузинская ССР Тбилиси                                                          | 13.55,75           | Фарид Хайруллин Москва                                                       | 13.55,87          | Александр Бурцев РСФСР Кунгур                                                      | 13.56,59          |
| 10 000 м                            | не вручались[a]                                                                                | не вручались[a]    | не вручались[a]                                                              | не вручались[a]   | не вручались[a]                                                                    | не вручались[a]   |
| Марафон                             | Рустам Шагиев РСФСР Ульяновск                                                                  | 2:24.10            | Сергей Козлов РСФСР Томск                                                    | 2:26.07           | Александр Сергин РСФСР Томск                                                       | 2:28.54           |
| 3000 м с препятствиями              | Николай Матюшенко Украинская ССР Киев                                                          | 8.41,15            | Валентин Мартынюк Украинская ССР Житомир                                     | 8.42,47           | Александр Чепасов РСФСР Новосибирск                                                | 8.42,77           |
| 110 м с барьерами (ветер: −0,9 м/с) | Игорь Казанов Латвийская ССР Рига                                                              | 13,42              | Виктор Батраченко Украинская ССР Днепропетровск                              | 13,64             | Игорь Переведенцев РСФСР Казань                                                    | 13,65             |
| 400 м с барьерами                   | Владимир Будько Белорусская ССР Витебск                                                        | 48,71              | Николай Ильченко Таджикская ССР Душанбе                                      | 48,98             | Сергей Добровольский Белорусская ССР Витебск                                       | 49,90             |
| Прыжок в высоту                     | Игорь Паклин Киргизская ССР Фрунзе                                                             | 2,35 м             | Геннадий Авдеенко Украинская ССР Одесса                                      | 2,33 м            | Сергей Мальченко Москва                                                            | 2,33 м            |
| Прыжок с шестом                     | Радион Гатауллин Узбекская ССР Ташкент                                                         | 5,75 м             | Евгений Бондаренко Москва                                                    | 5,60 м            | Александр Жуков Молдавская ССР Тирасполь                                           | 5,50 м            |
| Прыжок в длину                      | Роберт Эммиян Армянская ССР Ленинакан                                                          | 8,37 м (−0,3 м/с)  | Леонид Волошин РСФСР Краснодар                                               | 8,06 м (−0,3 м/с) | Вахтанг Минашвили Грузинская ССР Тбилиси                                           | 8,02 м (−0,3 м/с) |
| Тройной прыжок                      | Александр Коваленко Белорусская ССР Минск                                                      | 17,16 м (−0,2 м/с) | Андрей Каюков РСФСР Хабаровск                                                | 17,02 м           | Олег Сакиркин Казахская ССР Чимкент                                                | 17,01 м           |
| Толкание ядра                       | Тариел Бицадзе Грузинская ССР Сухуми                                                           | 19,84 м            | Владимир Ярышкин Москва                                                      | 19,83 м           | Михаил Кулиш Украинская ССР Киев                                                   | 19,59 м           |
| Метание диска                       | Евгений Бурин Ленинград                                                                        | 60,86 м            | Сергей Пачин Украинская ССР Запорожье                                        | 59,78 м           | Василий Каптюх Белорусская ССР Минск                                               | 58,64 м           |
| Метание молота                      | Сергей Алай Белорусская ССР Минск                                                              | 78,96 м            | Сергей Дорожон Украинская ССР Днепропетровск                                 | 76,82 м           | Александр Селезнёв РСФСР Смоленск                                                  | 75,90 м           |
| Метание копья                       | Сергей Глебов Украинская ССР Харьков                                                           | 80,94 м            | Марцис Штробиндерс Латвийская ССР Рига                                       | 76,90 м           | Андрей Мазниченко Украинская ССР Киев                                              | 75,00 м           |
| Десятиборье                         | Михаил Медведь Украинская ССР Киев                                                             | 8315 очков         | Андрей Фомочкин Белорусская ССР Минск                                        | 8227 очков        | Евгений Овсянников Казахская ССР Алма-Ата                                          | 8114 очков        |
| Ходьба на 20 км                     | Виктор Мостовик Молдавская ССР Тирасполь                                                       | 1:28.42            | Александр Бояршинов РСФСР Кемерово                                           | 1:29.12           | Франц Костюкевич Белорусская ССР Минск                                             | 1:31.02           |
| Ходьба на 50 км                     | Андрей Плотников РСФСР Владимир                                                                | 4:08.40            | Александр Александров Киргизская ССР Фрунзе                                  | 4:09.28           | Анатолий Тихонов РСФСР Ярославль                                                   | 4:12.12           |
| Эстафета 4×100 м                    | Украинская ССР · Сергей Грищенко · Дмитрий Ваняикин · Николай Разгонов · Александр Пуговкин    | 39,07              | Ленинград Вадим Самойленко Алексей Кнороз Олег Кучеров Сергей Клёнов         | 39,47             | РСФСР · Андрей Черенцов · Геннадий Гуреев · Дмитрий Донцов · Сергей Жуков          | 39,56             |
| Эстафета 4×400 м                    | Белорусская ССР · Андрей Фомочкин · Сергей Добровольский · Владимир Будько · Владимир Володько | 3.05,66            | Ленинград Рашид Сулейманов Александр Иванов Владимир Петров Аркадий Корнилов | 3.06,24           | РСФСР · Александр Дебелый · Владимир Завгородний · Артур Писарев · Владимир Крылов | 3.07,14           |

a  В беге на 10 000 метров решением Госкомспорта СССР медали не вручались, очки спортсменов в командный зачёт аннулировались. Официальная формулировка: «За дискредитацию званий победителей Спартакиады и участников финальных соревнований». Тройка сильнейших в этом виде выглядела следующим образом:

1. Сергей Харькин (РСФСР, Брянск) — 30.07,63

2. Андрей Останин (РСФСР, Серов) — 30.13,26

3. Владимир Майфат (Казахская ССР, Алма-Ата) — 30.15,58

### Женщины
| Дисциплина              | Золото                                                                            | Золото            | Серебро                                                                                    | Серебро    | Бронза                                                                            | Бронза    |
| ----------------------- | --------------------------------------------------------------------------------- | ----------------- | ------------------------------------------------------------------------------------------ | ---------- | --------------------------------------------------------------------------------- | --------- |
| 100 м                   | Майя Азарашвили Грузинская ССР Тбилиси                                            | 11,20             | Наталья Помощникова Москва                                                                 | 11,31      | Ирина Слюсарь Украинская ССР Днепропетровск                                       | 11,32     |
| 200 м (ветер: −0,1 м/с) | Майя Азарашвили Грузинская ССР Тбилиси                                            | 22,51             | Светлана Червякова РСФСР Краснодар                                                         | 22,95      | Ирина Слюсарь Украинская ССР Днепропетровск                                       | 22,98     |
| 400 м                   | Ольга Владыкина Украинская ССР Ворошиловград                                      | 50,18             | Инна Евсеева Украинская ССР Житомир                                                        | 50,80      | Аэлита Юрченко Украинская ССР Одесса                                              | 51,01     |
| 800 м                   | Любовь Кирюхина Москва                                                            | 1.59,96           | Елена Завадская Украинская ССР Донецк                                                      | 2.00,41    | Светлана Андреева РСФСР Уфа                                                       | 2.01,23   |
| 1500 м                  | Надежда Изодёрова РСФСР Челябинск                                                 | 4.11,80           | Елена Романова РСФСР Волгоград                                                             | 4.13,41    | Ольга Парлюк Ленинград                                                            | 4.14,49   |
| 3000 м                  | Елена Романова РСФСР Волгоград                                                    | 9.06,02           | Татьяна Пентукова РСФСР Таганрог                                                           | 9.08,87    | Инна Пушкарёва Ленинград                                                          | 9.13,39   |
| 10 000 м                | Ольга Дурынина РСФСР Иркутск                                                      | 34.06,32          | Надежда Ильина РСФСР Чебоксары                                                             | 34.15,12   | Инна Пушкарёва Ленинград                                                          | 34.16,24  |
| Марафон                 | Ольга Червякова РСФСР Чебоксары                                                   | 2:51.31           | Ирина Ягодина Украинская ССР Днепропетровск                                                | 2:51.56    | Вера Летягина Ленинград                                                           | 2:52.57   |
| 100 м с барьерами       | Елена Политика Украинская ССР Харьков                                             | 12,82             | Людмила Христосенко Украинская ССР Ворошиловград                                           | 12,96      | Ирина Мыльникова Белорусская ССР Минск                                            | 13,08     |
| 400 м с барьерами       | Маргарита Хромова Ленинград                                                       | 54,57             | Марина Середа Украинская ССР Харьков                                                       | 54,78      | Елена Гончарова РСФСР Курган                                                      | 54,95     |
| Прыжок в высоту         | Ольга Турчак Казахская ССР Алма-Ата                                               | 2,00 м            | Елена Чайковская Белорусская ССР Минск                                                     | 1,92 м     | Елена Топчина Ленинград                                                           | 1,92 м    |
| Прыжок в длину          | Елена Белевская Белорусская ССР Минск                                             | 6,95 м (−0,4 м/с) | Елена Давыдова Казахская ССР Алма-Ата                                                      | 6,62 м     | Инесса Шуляк Украинская ССР Днепропетровск                                        | 6,61 м    |
| Толкание ядра           | Лариса Агапова Ленинград                                                          | 19,26 м           | Татьяна Хорхулёва Белорусская ССР Витебск                                                  | 18,05 м    | Елена Беловолова Москва                                                           | 18,00 м   |
| Метание диска           | Лариса Михальченко Украинская ССР Харьков                                         | 62,08 м           | Лариса Короткевич Белорусская ССР Минск                                                    | 60,76 м    | Светлана Савченко Белорусская ССР Могилёв                                         | 60,20 м   |
| Метание копья           | Наталья Шиколенко Белорусская ССР Минск                                           | 59,64 м           | Наталья Ермолович Белорусская ССР Могилёв                                                  | 59,56 м    | Наталья Наседкина Украинская ССР Харьков                                          | 58,96 м   |
| Семиборье               | Светлана Филатьева РСФСР Киров                                                    | 6307 очков        | Лариса Никитина Москва                                                                     | 6238 очков | Ирина Кушенко Украинская ССР Киев                                                 | 6202 очка |
| Ходьба на 10 000 м      | Елена Родионова РСФСР Челябинск                                                   | 46.21,13          | Наталья Дмитроченко Белорусская ССР Гродно                                                 | 46.24,08   | Елена Кузнецова РСФСР Чебоксары                                                   | 46.56,99  |
| Эстафета 4×100 м        | Украинская ССР · Людмила Христосенко · Ирина Кот · Ирина Слюсарь · Наталья Герман | 42,97             | Казахская ССР · Любовь Александрова · Ольга Кваст · Наталья Миляускене · Вера Севальникова | 43,35      | РСФСР · Лидия Елагина · Татьяна Папилина · Светлана Червякова · Елена Виноградова | 43,43     |
| Эстафета 4×400 м        | Украинская ССР · Марина Середа · Аэлита Юрченко · Инна Евсеева · Ольга Владыкина  | 3.25,56           | Москва Елена Голешева Любовь Кирюхина Ольга Назарова Ольга Песнопевцева                    | 3.26,48    | РСФСР · Вера Зайцева · Елена Гончарова · Лилия Нурутдинова · Ирина Чапала         | 3.26,54   |